# Tétra (Moutourwa)
Pour les articles homonymes, voir Tétra.
Tetra est une localité du Cameroun située dans la commune de Moutourwa, le département du Mayo-Kani et la Région de l'Extrême-Nord, au pied des monts Mandara, à proximité de la frontière avec le Tchad.

## Localisation
Tétra est localisé à 10°12'58" Nord de latitude et 14°11'05" Est de longitude.